# Вытебеть
Вы́тебеть — река в Брянской, Орловской и Калужской областях России, правый приток реки Жиздры. Длина реки составляет 133 км, площадь водосборного бассейна — 1760 км².
Высота устья — 140 м над уровнем моря.
Главная река национального парка «Орловское Полесье».

## Этимология
По мнению академика В. Н. Топорова, название Вытебети имеет балтское происхождение и родственно названиям города Витебска и реки Витьбы (одна из засвидетельствованных форм названия Вытебети — Витебеть). Топоров обратил внимание, что в ближайшем соседстве с Вытебетью встречаются названия-«дубли» типа речка Средняя, и рядоположил название Вытебети с литовскими и латышскими гидронимами типа Vid-up- «Средняя река».
Менее признанным является мнение, что название реки «Вытебеть» происходит от волго-окских племён, живших здесь в XV—XVI веках и обозначает два понятия: «выть» — земельный участок, доля, и «беть» — склон горы.

## Исторические сведения
Дремучие леса вдоль Вытебети, входивших четыре века назад в Большую Засечную черту, в годы Великой Отечественной войны сыграли большую роль в борьбе с фашистскими захватчиками. Здесь успешно действовали партизаны.

## Описание
Вытебеть — большой правый приток Жиздры. Река берёт начало у деревни Яковлева Карачевского района Брянской области, но уже через 2 км пересекает границу Орловской области и течёт по территории Хотынецкого района, а в среднем течении пересекает границу Калужской области, на территории которой и впадает в реку Жиздру. Высота истока — примерно 210 м над уровнем моря. Высота устья — 139,9 м над уровнем моря. Уклон реки — 0,441 м/км.
Общее направление течения — меридиональное, с юга на север. Верховья безлесны и частично заболочены. Лишь у села Льгов Вытебеть «ныряет» в зону лесов, сопровождающих её почти до устья. Река Вытебеть извилиста, на ней много песчаных мелей, длинных перекатов, крутых поворотов, заколов[неоднозначно]. Ширина в верховьях составляет 3—5 м, а в низовьях — 30—40 м. Глубина — от 40 см до 2 м, местами 4—6 м. На многих песчаных перекатах глубина не превышает 20—30 см. Дно чаще песчаное, иногда илистое и только на нескольких перекатах каменистое. Берега в основном невысокие, песчаные, покрытые лесами.
Питание снеговое и дождевое. Замерзает в конце ноября, вскрывается в начале апреля. Летом сильно мелеет. Река не судоходна.
Берега Вытебети мало заселены, поэтому её русло достаточно чистое. Многочисленные родники также поддерживают в реке высокую степень чистоты.
В реке водятся плотва, окунь, щука, голавль, налим, линь, язь.

## Данные водного реестра
По данным государственного водного реестра России относится к Окскому бассейновому округу, водохозяйственный участок реки — Ока от города Белёв до города Калуга, без рек Упа и Угра, речной подбассейн реки — бассейны притоков Оки до впадения Мокши. Речной бассейн реки — Ока.

## Притоки
(расстояние от устья)
- река Перестряжка (лв)
- 19 км: река Песочня (пр)
- река Полянка (лв)
- 22 км: река Сорочка (пр)
- река Поляна (лв)
- 37 км: река Черебеть (лв)
- река Ситникова (лв)
- река Радубеж (пр)
- река Ржевка (лв)
- 44 км: река Полянка (лв)
- 49 км: река Дубровня (пр)
- 51 км: река Дубенка (пр)
- река Жельма (пр)
- река Тусица (лв)
- река Быстрянка (пр)
- 64 км: река Лютня (лв)
- 70 км: река Клинок (лв)
- 78 км: река Еленка (лв)
- река Городенка (пр)
- 85 км: река Лисичка (лв)
- река Голынь (пр)
- 88 км: река Шковка (лв)
- река Песошня (пр)
- река Дольцы (пр)
- 95 км: река Ракитня (пр)
- река Изнань (лв)
- река Селище (пр)
- ручей Житовский (пр)
- 104 км: река Радовищи (лв)
- река Мощёнка (пр)
- река Вортуш (лв)

## Населённые пункты у реки
Брянская область
- Яковлева

Орловская область
- Большое Юрьево
- Шишкино
- Скворцово
- Телегино
- Льгов
- Булатово-1
- Большая Михайловка
- Вытебеть

Калужская область
- Шваново
- Ягодное
- Горицы
- Мелихово
- Городничев
- Ульяново
- Красногорье
- Дурнево
- Слободка
- Жуково
- Белый Камень